# Enicospilus enicospilus
Enicospilus enicospilus är en stekelart som beskrevs av Nikam 1972. Enicospilus enicospilus ingår i släktet Enicospilus och familjen brokparasitsteklar. Inga underarter finns listade i Catalogue of Life.